# Bramdrup Sogn
55°31′27″N 9°28′39″Ø / 55.52416093764784°N 9.477596282958984°Ø
Bramdrup Sogn er et sogn i Kolding Provsti (Haderslev Stift).
I 1800-tallet var Bramdrup Sogn anneks til Harte Sogn. Begge sogne hørte til Brusk Herred i Vejle Amt. Harte-Nørre Bramdrup sognekommune blev ved kommunalreformen i 1970 indlemmet i Kolding Kommune.
I Bramdrup Sogn ligger Bramdrup Kirke.
I sognet findes følgende autoriserede stednavne:
- Bramdrup (bebyggelse, ejerlav)
- Bramdrup Mark (bebyggelse)
- Bramdrupdam (bebyggelse)
- Damhuse (bebyggelse)
- Surkær (bebyggelse)